# 新倫敦縣 (康涅狄格州)
新倫敦縣（英語：New London County）是美国康乃狄克州東部的一個縣，東鄰羅德島州，面積1,999平方公里。根據2020年美國人口普查，共有人口26萬8,555人。與本州其餘七縣一樣，本縣既無縣治又無縣政府。該縣成立於1666年，是本州最早的四個縣之一，縣名來自英国首都伦敦。